# Troglodytidae
Troglodytidae este o familie de păsări cântătoare de talie mică. Familia include 96 de specii și este împărțită în 19 genuri. Toate speciile sunt limitate la Lumea Nouă, cu excepția pănțărușului eurasiatic, care este larg răspândit în Lumea Veche.

## Taxonomie și sistematică

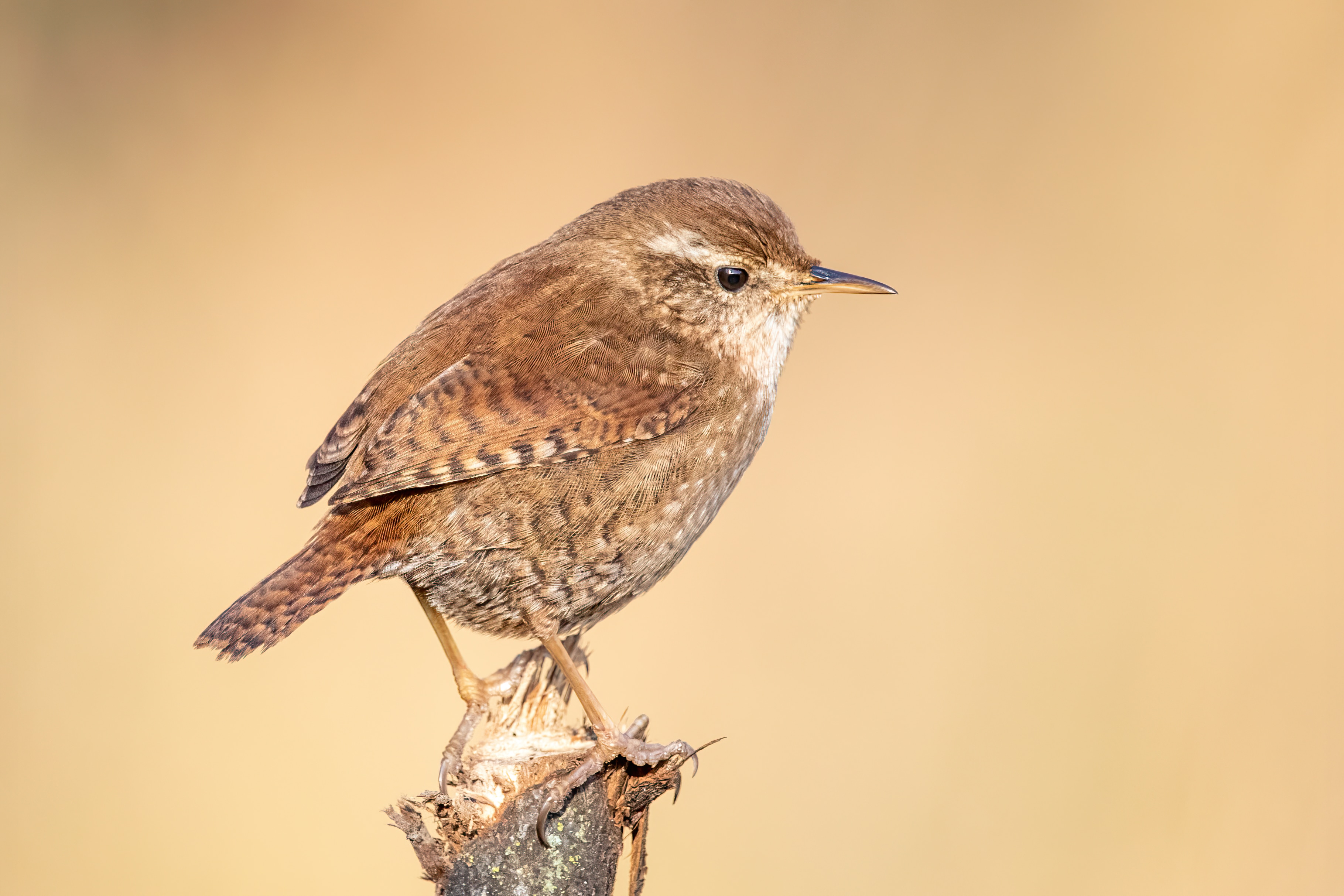
Pănțăruș (Troglodytes troglodytes)

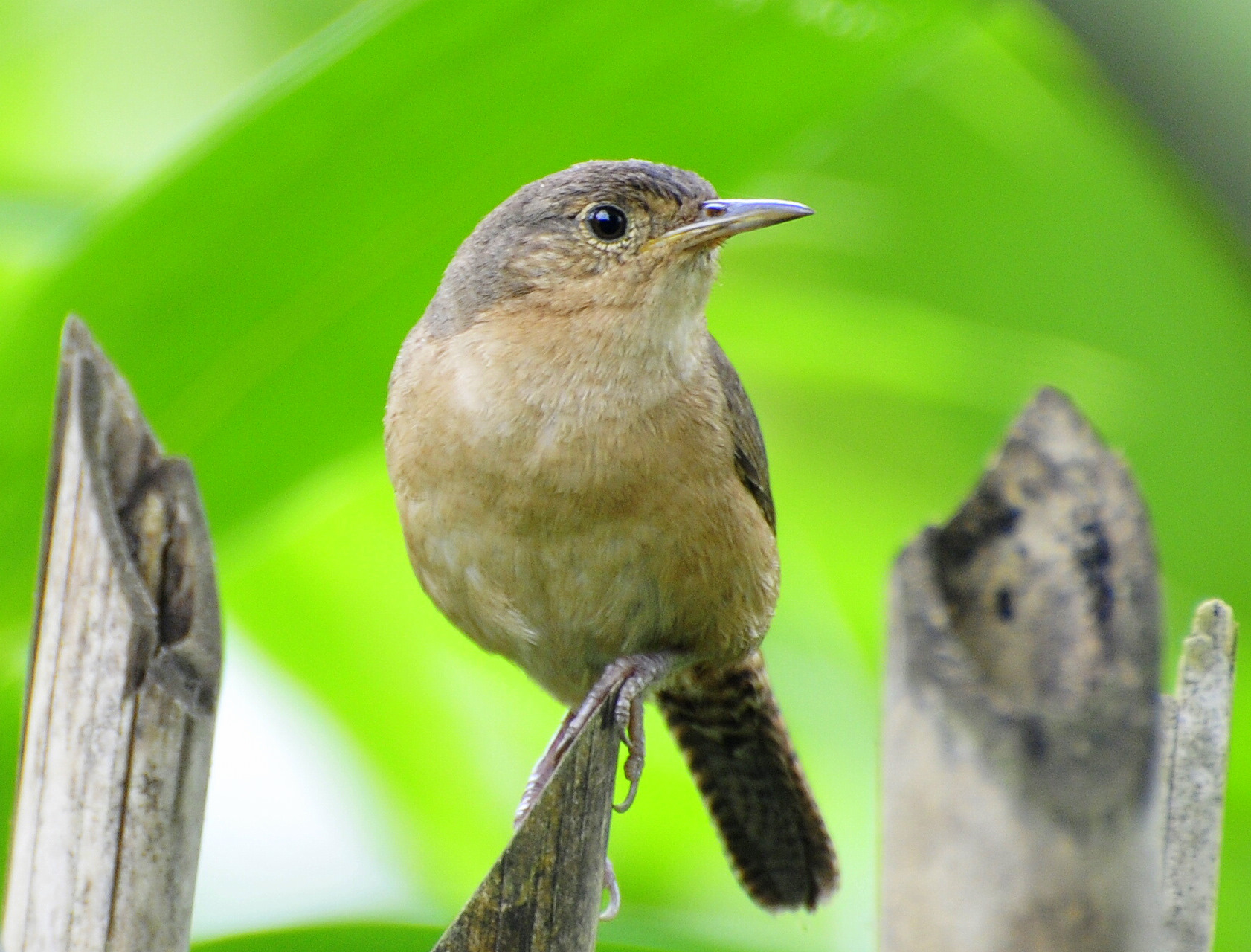
Troglodytes aedon

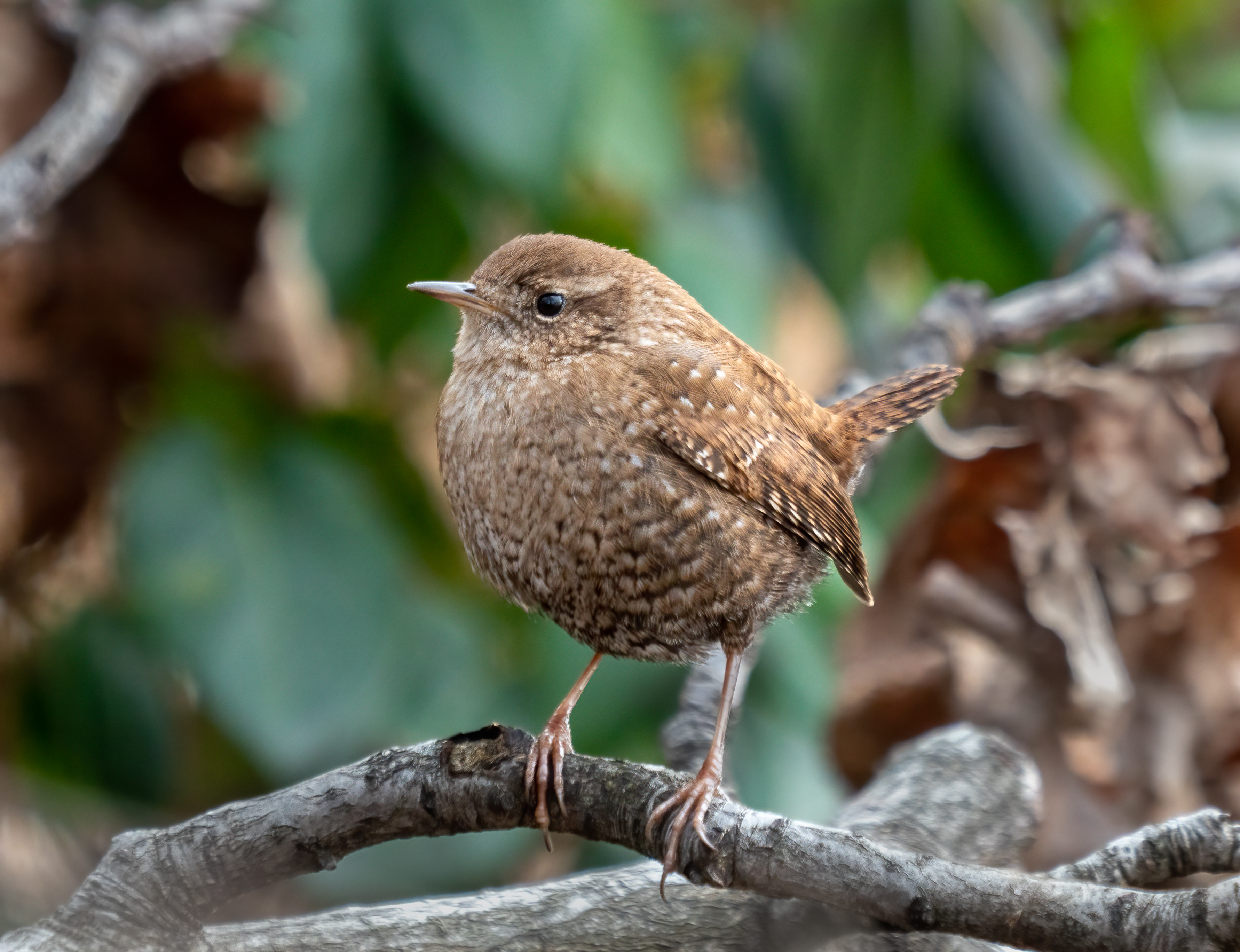
Troglodytes hiemalis

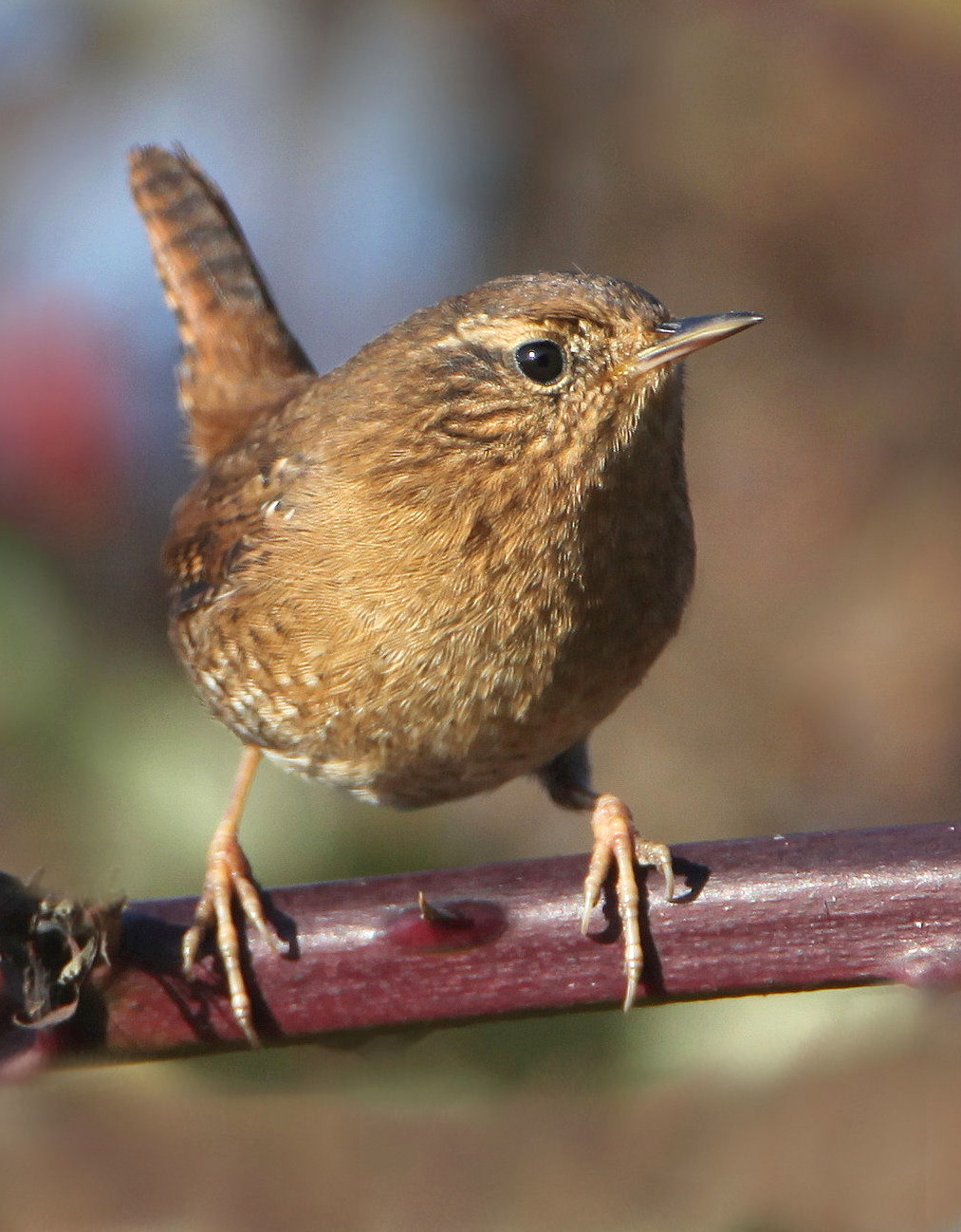
Troglodytes pacificus

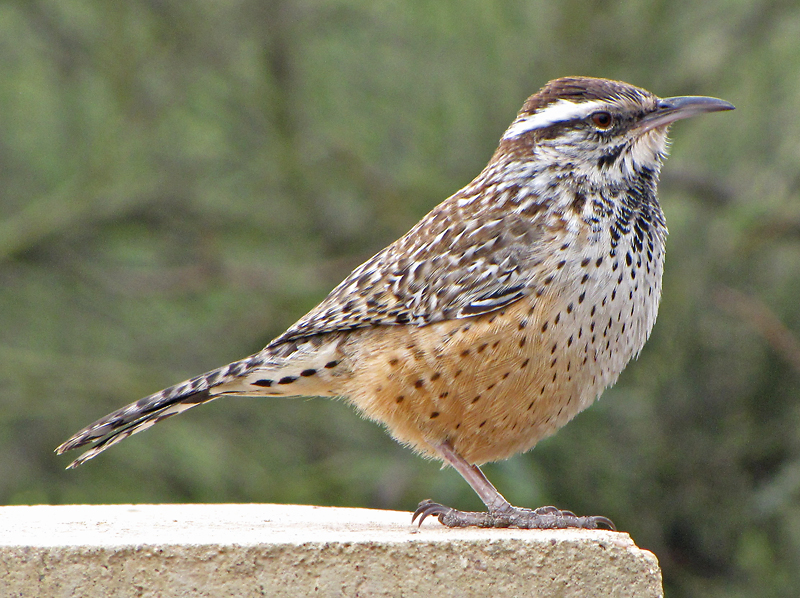
Campylorhynchus brunneicapillus

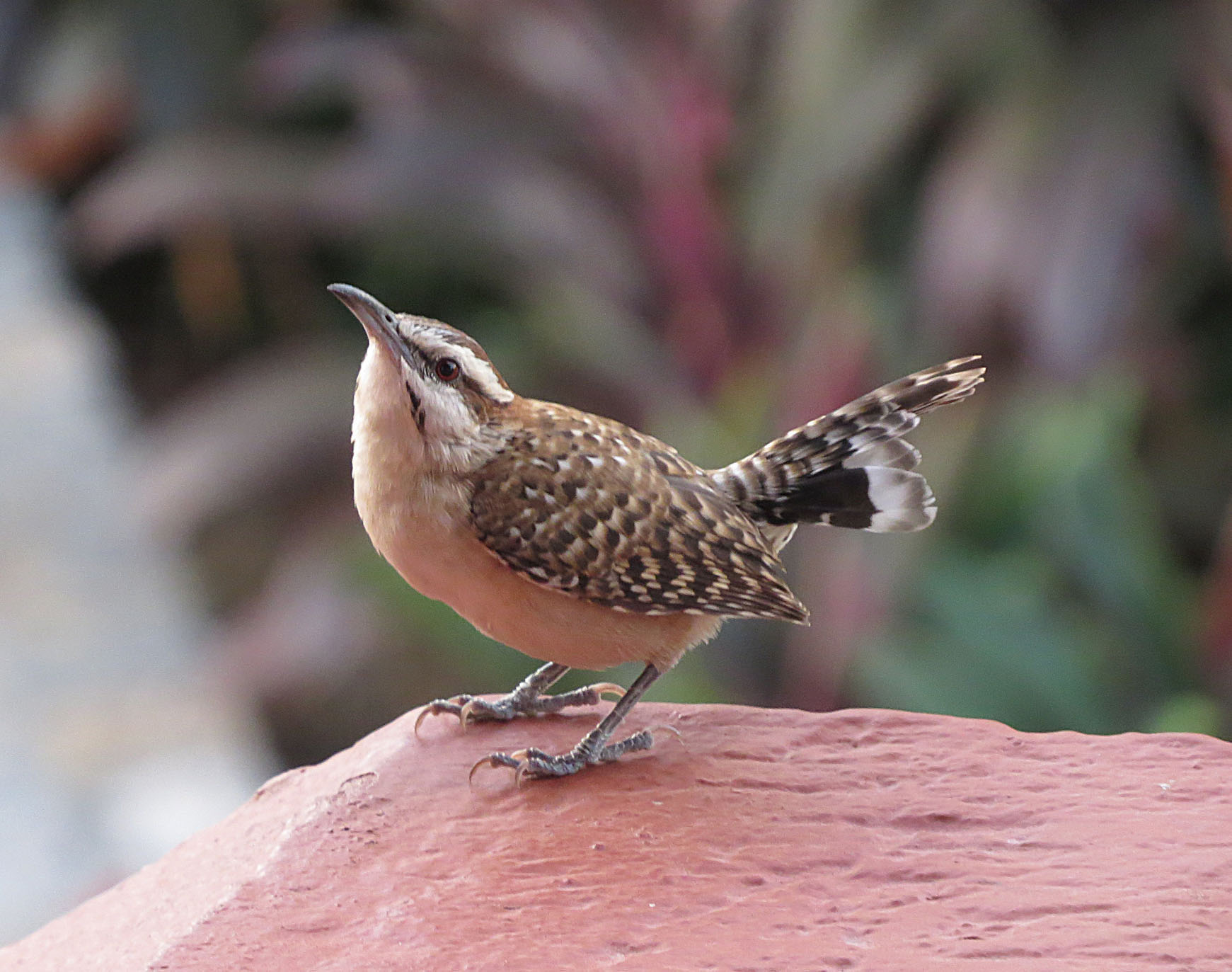
Campylorhynchus humilis

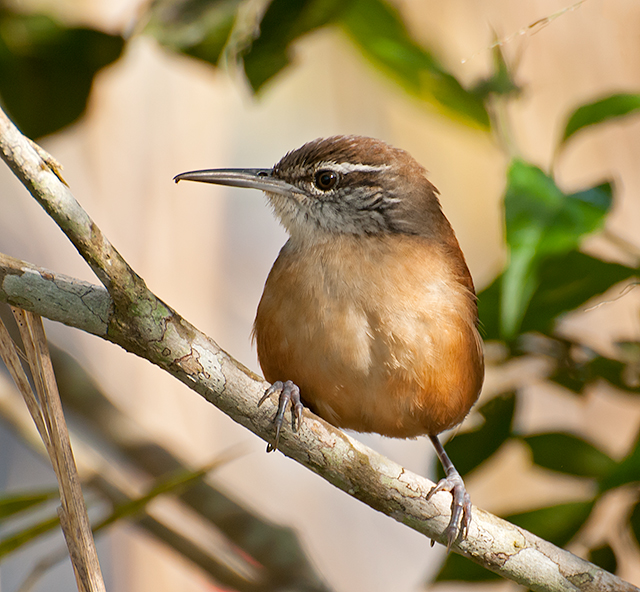
Cantorchilus longirostris

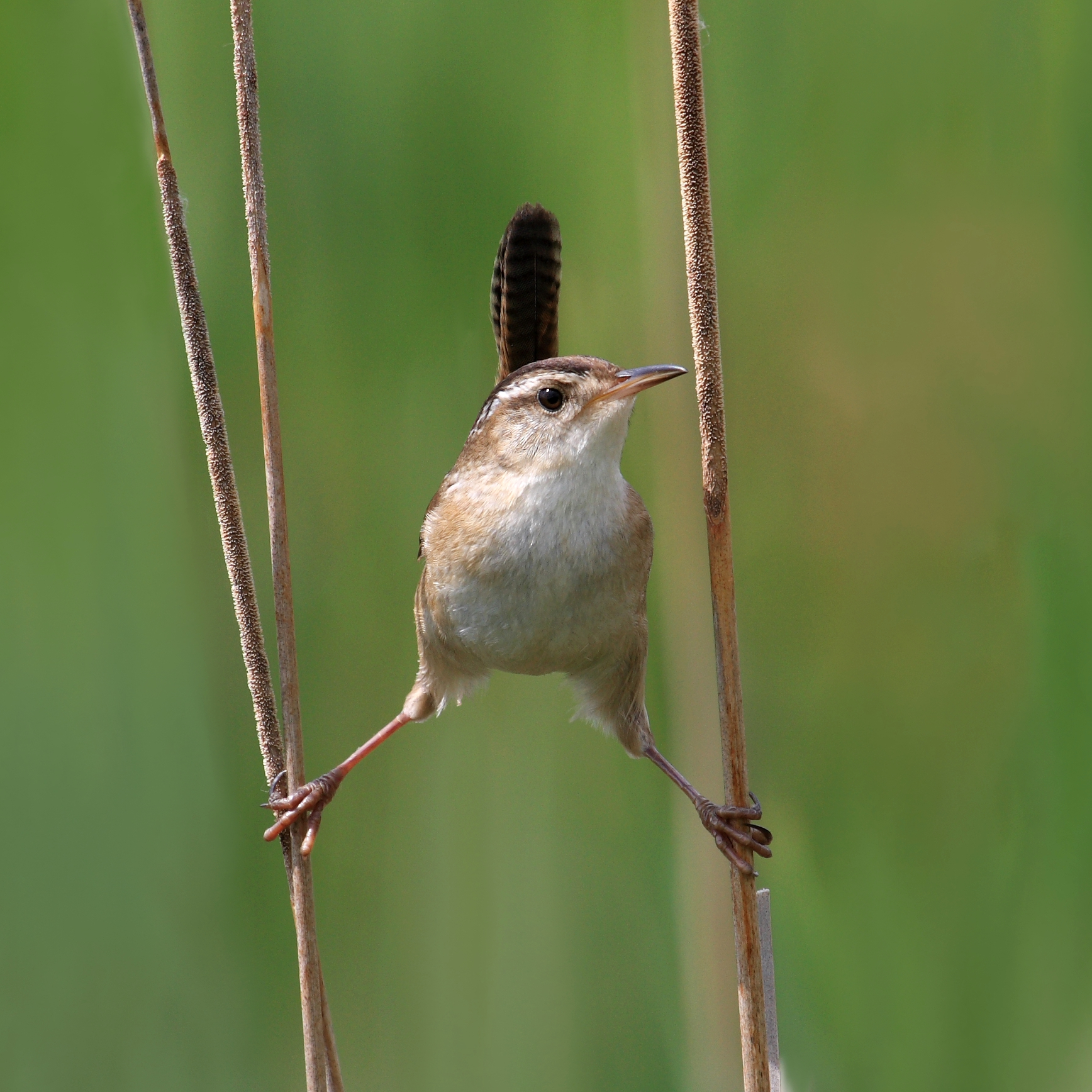
Cistothorus palustris

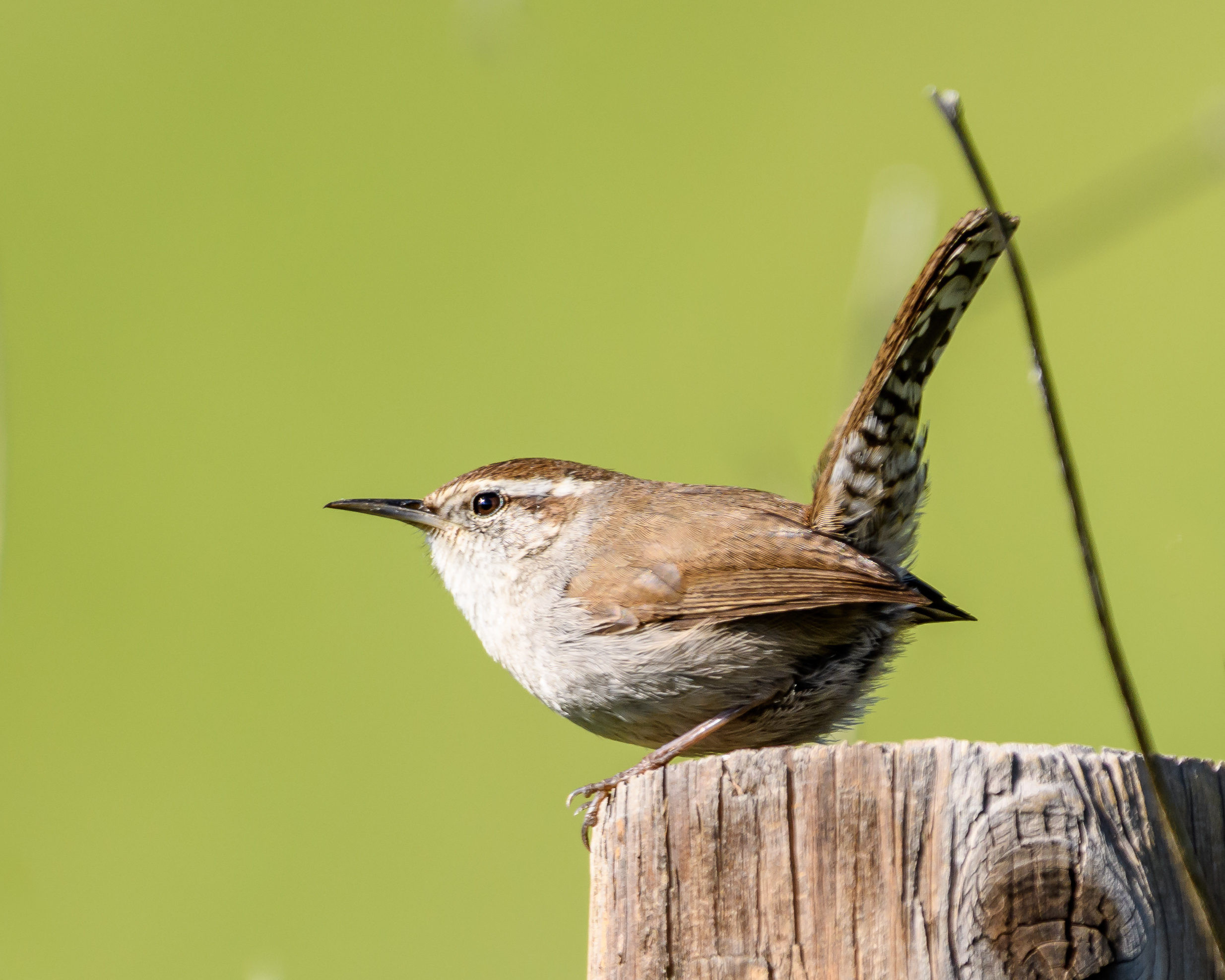
Thryomanes bewickii

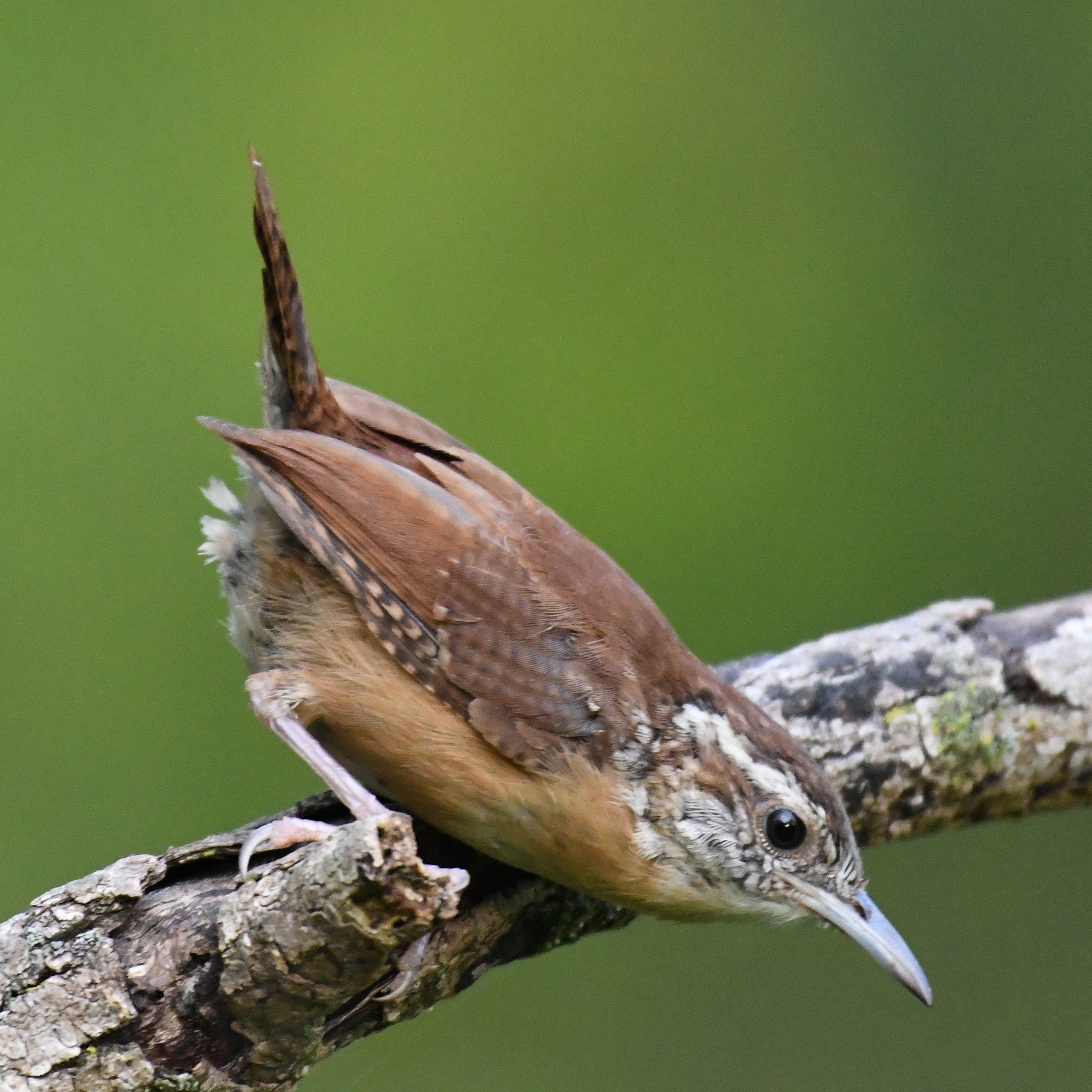
Thryothorus ludovicianus

Revizuită în conformitate cu Martínez Gómez et al. (2005) și Mann et al. (2006), taxonomia unor grupuri este extrem de complexă și este probabilă divizarea în viitor la nivel de specie. În plus, se cunoaște existența unor taxoni nedescriși.
Familia include 96 de specii și este împărțită în 19 genuri:
Genul Campylorhynchus
- Campylorhynchus albobrunneus
- Campylorhynchus zonatus
- Campylorhynchus megalopterus
- Campylorhynchus nuchalis
- Campylorhynchus fasciatus
- Campylorhynchus chiapensis
- Campylorhynchus griseus
- Campylorhynchus rufinucha
- Campylorhynchus humilis
- Campylorhynchus capistratus
- Campylorhynchus gularis
- Campylorhynchus yucatanicus
- Campylorhynchus jocosus
- Campylorhynchus brunneicapillus
- Campylorhynchus turdinus

Genul Odontorchilus
- Odontorchilus branickii
- Odontorchilus cinereus

Genul Salpinctes
- Salpinctes obsoletus

Genul Catherpes
- Catherpes mexicanus

Genul Hylorchilus
- Hylorchilus sumichrasti
- Hylorchilus navai

Genul Cinnycerthia
- Cinnycerthia unirufa
- Cinnycerthia olivascens
- Cinnycerthia peruana
- Cinnycerthia fulva

Genul Cistothorus
- Cistothorus stellaris
- Cistothorus meridae
- Cistothorus apolinari
- Cistothorus platensis
- Cistothorus palustris

Genul Thryomanes
- Thryomanes bewickii

Genul Ferminia
- Ferminia cerverai

Genul Pheugopedius
- Pheugopedius atrogularis
- Pheugopedius spadix
- Pheugopedius fasciatoventris
- Pheugopedius euophrys
- Pheugopedius schulenbergi
- Pheugopedius eisenmanni
- Pheugopedius genibarbis
- Pheugopedius mystacalis
- Pheugopedius coraya
- Pheugopedius felix
- Pheugopedius maculipectus
- Pheugopedius rutilus
- Pheugopedius sclateri

Genul Thryophilus
- Thryophilus pleurostictus
- Thryophilus rufalbus
- Thryophilus sernai
- Thryophilus nicefori
- Thryophilus sinaloa

Genul Cantorchilus
- 'Cantorchilus modestus
- Cantorchilus zeledoni
- Cantorchilus elutus
- 'Cantorchilus leucotis
- Cantorchilus superciliaris
- Cantorchilus guarayanus
- Cantorchilus longirostris
- Cantorchilus griseus
- Cantorchilus semibadius
- Cantorchilus nigricapillus
- Cantorchilus thoracicus
- Cantorchilus leucopogon

Genul Thryothorus
- Thryothorus ludovicianus

Genul Troglodytes
- Troglodytes troglodytes – pănțăruș eurasiatic
- Troglodytes hiemalis – pănțăruș de iarnă,
- Troglodytes pacificus – pănțăruș din Pacific
- Troglodytes tanneri
- Troglodytes aedon – pănțăruș nordic
- Troglodytes musculus – pănțăruș sudic
- Troglodytes beani
- Troglodytes martinicensis
- Troglodytes mesoleucus
- Troglodytes musicus
- Troglodytes grenadensis
- Troglodytes cobbi
- Troglodytes sissonii
- Troglodytes rufociliatus
- Troglodytes ochraceus
- Troglodytes solstitialis – pănțăruș de munte
- Troglodytes monticola
- Troglodytes rufulus

Genul Thryorchilus
- Thryorchilus browni

Genul Uropsila
- Uropsila leucogastra

Genul Henicorhina
- Henicorhina leucosticta
- Henicorhina leucophrys
- Henicorhina anachoreta
- Henicorhina leucoptera
- Henicorhina negreti

Genul Microcerculus
- Microcerculus philomela
- Microcerculus marginatus
- Microcerculus ustulatus
- Microcerculus bambla

Genul Cyphorhinus
- Cyphorhinus thoracicus
- Cyphorhinus arada
- Cyphorhinus phaeocephalus